# روبرتو تانکردی
روبرتو تانکردی (انگلیسی: Roberto Tancredi؛ زادهٔ ۳۰ ژانویهٔ ۱۹۴۴) بازیکن فوتبال اهل ایتالیا است.
از باشگاه‌هایی که در آن بازی کرده‌است می‌توان به باشگاه فوتبال یوونتوس، باشگاه فوتبال لیورنو، باشگاه فوتبال برشا، و باشگاه فوتبال ترنانا اشاره کرد.